# Alemtuzumab
Alemtuzumab (handelsnamn Lemtrada) är ett läkemedel som används vid behandling av multipel skleros (MS). MS är en autoimmun sjukdom som angriper det centrala nervsystemet. Vid MS går immunförsvaret till angrepp på det skyddande lager (myelin) som ligger runt nervtrådarna. Det uppstår då en inflammation och när inflammationen orsakar symtom kallas det för skov.
Alemtuzumab används för att behandla den form av multipel skleros (MS) hos vuxna, som kallas skovvis förlöpande MS (RRMS; relapsing remitting MS). Alemtuzumab reglerar immunsystemet för att begränsa angreppen på nervsystemet. Det kan minska antalet skov och kan bidra till att vissa tecken och symtom på MS bromsas eller går tillbaka. Läkemedlet ges som intravenös infusion i två behandlingsomgångar med 12 månaders mellanrum.